# إس-2 تراكر
إس-2 تراكر وهي طائرة بهيكل واحد مضادة للغواصات ذات محركين صنعة من قبل شركة غرومان لبحرية الولايات المتحدة. واستبدلت طائرة إيه إف-2 غاردين التي بنيت بهيكلين واحد لعتاد كشف الغواصات والآخر لحمل الأسلحة.